# Calle del Hospital (Segovia)
La calle del Hospital fue una vía pública de la ciudad española de Segovia, ya desaparecida.

## Descripción
La vía, que conectaba el paseo del Obispo con la calle del Doctor Velasco, acabó con el tiempo difuminándose en esta última. El título lo llevaba por albergar el hospital de Nuestra Señora de la Misericordia. Aparece descrita en Las calles de Segovia (1918) de Mariano Sáez y Romero con las siguientes palabras:

Hospital.—Desde la calle del Doctor Velasco llega al Paseo del Obispo. Es una pendiente con piso de arena y algunos árboles y en donde se halla el Hospital de Nuestra Señora de la Misericordia, que le da nombre. Es el Hospital de patronato del Obispo y sostenido también por subvenciones oficiales, y es el único que existe; pues el militar, situado en la casa de la Trinidad, en el Mercado, es sólo para militares. El de la Misericordia está bien atendido y en condiciones favorables de higiene y comodidad. Su iglesia es de tres naves, con portada de dos cuerpos, con columnas estiradas y una hornacina con una escultura de la Virgen, y la fecha 1678.
(Sáez y Romero, 1918, p. 83)